# 鵜池駅
鵜池駅（うのいけえき）は、かつて福岡県八女市大字鵜池に設置されていた、日本国有鉄道（国鉄）矢部線の駅（廃駅）である。矢部線の廃止に伴い、1985年（昭和60年）4月1日に廃駅となった。
矢部線の開通と同時に開業した駅で、当初は木造駅舎があり駅員も配置されていたが、1962年（昭和37年）に無人駅化されて駅舎も撤去された。

## 歴史
- 1945年（昭和20年）12月26日：矢部線の全線開通と同時に、旅客駅として開業[1]。
- 1947年（昭和22年）11月1日：車扱貨物の取り扱いを開始[3]。
- 1961年（昭和36年）9月1日：貨物および荷物の取り扱いを廃止[2][4]。無人駅化[5]。
- 1985年（昭和60年）4月1日：矢部線の全線廃止に伴い、廃駅となる[2]。

## 駅構造
1面1線の単式ホームを有する地上駅（無人駅）で、駅舎は無人化後に撤去され、ホーム上には待合所があった。
開業を記念して、ホーム上にサクラが植樹されていた。

## 現状
現在は線路跡の道路の上を九州自動車道が立体交差しているため、その高架下になっている。 

## 隣の駅
日本国有鉄道
矢部線
花宗駅 - 鵜池駅 - 蒲原駅